# Berlin Alexanderplatz (boek)
Berlin Alexanderplatz. Die Geschichte vom Franz Biberkopf uit 1929 is een van de bekendste romans van Alfred Döblin.
Het boek speelt zich af in de arbeiderswijken in de buurt van de Alexanderplatz in het Berlijn van de jaren 20.  Hoofdpersoon is de kleine crimineel Franz Biberkopf. Franz wordt aan het begin van het verhaal uit de gevangenis vrijgelaten, maar wordt opnieuw in de onderwereld gezogen. Wanneer zijn criminele mentor de prostituee vermoordt waar Biberkopf van houdt, realiseert de laatste zich dat hij zich onmogelijk van de onderwereld kan bevrijden.
Berlin Alexanderplatz werd in 1999 verkozen bij de 10 beste Duitstalige romans van de Twintigste Eeuw. In 2002 werd het boek door de Noorse Boekenclub uitgeroepen tot een van de 100 beste boeken aller tijden.
Het Duitse Literaturmuseum der Moderne in Marbach am Neckar heeft het originele manuscript in zijn bezit.

## Stijl
De stijl doet denken aan die van James Joyce, en Döblin herschreef zijn verhaal na het lezen van Joyce' boek Ulysses. Het verhaal wordt verteld vanuit verschillende perspectieven. Er wordt ook gebruikgemaakt van geluidseffecten, krantenartikels, liedjes, toespraken en andere boeken om zo het verhaal te laten ontwikkelen.

## Verfilmingen
De roman werd driemaal verfilmd. De eerste film Berlin – Alexanderplatz stamt uit 1931. Döblin werkte hier zelf aan mee, samen met Karl Heinz Martin en Hans Wilhelm. Piel Jutzi regisseerde de film, terwijl Heinrich George, Maria Bard, Margarete Schlegel, Bernhard Minetti, Gerhard Bienert, Albert Florath en Paul Westermeier de belangrijkste rollen voor hun rekening namen.
De tweede verfilming, Berlin Alexanderplatz, werd voor het eerst op de Duitse televisie vertoond in 1980. De serie werd geregisseerd door Rainer Werner Fassbinder en wordt algemeen beschouwd als diens magnum opus.
De derde, meer eigentijdse, verfilming Berlin Alexanderplatz ging in 2020 in première en werd geregisseerd door Burhan Qurbani. Ourbani (geb. 1980) is een Duitse regisseur en auteur van Afghaanse afkomst.

## Vertalingen
Nico Rost verzorgde de Nederlandse vertaling Berlijn Alexanderplatz, die in 1930 verscheen. Een nieuwe vertaling door Hans Driessen kwam uit in 2015.